# رودولف کراوزه
رودولف کراوزه (آلمانی: Rudolf Krause؛ زادهٔ ۳۰ مارس ۱۹۰۷ در رایشنباخ/فگتلند، درگذشتهٔ ۱۱ آوریل ۱۹۸۷ در رایشنباخ/فگتلند) رانندهٔ مسابقات اتومبیل‌رانی اهل آلمان شرقی بود.
او در کنار رانندگان دیگر فرمول دو همچون هانس استاک، به‌طور عمده به‌عنوان یکی از ورزشکاران پیشتاز مسابقات موتوری در فرمول دو در دوران فعالیت حرفه‌ای خود از سال ۱۹۲۷ تا ۱۹۵۴ شناخته می‌شود. کراوزه در سال‌های ۱۹۵۲ و ۱۹۵۳ در دو گراند پری از مسابقات جهانی فرمول یک شرکت کرد. او در این مسابقات موفق به کسب هیچ امتیازی نشد و تنها در جایزه بزرگ آلمان ۱۹۵۳ و با کسب مقام چهاردهم توانست مسابقه را به‌پایان برساند.

## نتایج کامل در مسابقات جهانی فرمول یک
(کلید)
| سال   | شرکت‌کننده     | شاسی | موتور  | ۱        | ۲   | ۳     | ۴      | ۵        | ۶        | ۷        | ۸       | ۹       | قهرمانی رانندگان | امتیاز |
| ----- | ------------- | ---- | ------ | -------- | --- | ----- | ------ | -------- | -------- | -------- | ------- | ------- | ---------------- | ------ |
| ۱۹۵۲  | رودولف کراوزه | ب‌ام‌و | رایف   | سوئیس    | ۵۰۰ | بلژیک | فرانسه | بریتانیا | آلمان ب. | هلند     | ایتالیا |         | ر.ن.             | ۰      |
| ۱۹۵۳  | دورا گریفزو   | ب‌ام‌و | گریفزو | آرژانتین | ۵۰۰ | هلند  | بلژیک  | فرانسه   | بریتانیا | آلمان ۱۴ | سوئیس   | ایتالیا | ر.ن.             | ۰      |
| منبع: |               |      |        |          |     |       |        |          |          |          |         |         |                  |        |